# تريميلوس (فريق موسيقي)
تريميلوس (بالإنجليزية: The Tremeloes)‏ فريق إيقاع إنجليزي تأسس عام 1958 في داغينهام، إسيكس. حقق نجاحًا في البداية في حقبة الغزو البريطاني British Invasion مع المغني الرئيسي بريان بول Brian Poole، حيث سجل أعلى المراكز على قوائم المملكة المتحدة في عام 1963 بأغنية «هل تحبيني Do You Love Me»، بعد رحيل بول في عام 1966، حقق الفريق نجاحًا إضافيًا كفريق مكون من أربع أعضاء مع 13 أغنية من أفضل 40 أغنية على قوائم الأغاني الفردية في المملكة المتحدة بين عامي 1967 و 1971 بما في ذلك «هنا تأتي صغيرتي Here Comes My Baby» و«حتي الأوقات السيئة هي جيدة Even the Bad Times Are Good» و«ادعوني رقم واحد Call Me) Number One)» و«أنا وحياتي Me and My Life»، وأيضا أكثر أغانيهم نجاحًا «السكوت من ذهب Silence Is Golden».

## الأعضاء المؤسسين للفريق
- ديف موندن: طبول وغناء

- آلان بلاكلي: جيتار إيقاعي ولوحات مفاتيح (كيبورد) وغناء

- براين بول: غناء

- آلان هوارد: جيتار باس، وغناء

- رون تاونسند: جيتار، وغناء[11][12]

## وصلات خارجية
- Tremeloes biography and discography at 45-rpm.org.uk
- تريميلوس (فريق موسيقي) التسجيلات من ديسكاغز.كوم
- Entries at 45cat.com
- تريميلوس في قاعدة بيانات الأفلام على الإنترنت
- The Official Tremeloes website
- Website of The Trems, made up of former members of The Tremeloes